# TNS Dimarso
Dimarso is een onafhankelijk Belgisch marktonderzoeksbureau, gevestigd in Brussel. Sinds haar oprichting in 1963 probeert het bedrijven, overheidsinstellingen, universiteiten, organisaties en verenigingen inzicht te verschaffen in hoe mensen denken en handelen vanuit hun rol als burger, consument, klant, werk- of beslissingsnemer.
Patrick Janssens, voormalig burgemeester van Antwerpen, vervulde bij Dimarso de functie van algemeen directeur in de periode 1985-1989. Enige tijd later bemachtigden Dominique Vercraeye en Luc Schulpen via een managementbuy-out de volledige controle over het bedrijf. De twee zaakvoerders richten in 1992 de dochteronderneming Nationaal Instituut voor Dataverzameling op. NID legt zich toe op het inzamelen van gegevens die nodig zijn om een marktstudie uit te voeren. Ze doet dat in hoofdzaak door het afnemen van enquêtes. In 1994 verkoopt het duo 85% van haar aandelen Dimarso aan Sofres, een enquêtebureau van Franse origine dat zich vijf jaar eerder al had ingekocht in de Belgische onderzoeksfirma Sobemap Marketing. Tegelijkertijd verwerven de twee heren 15% van Sobemap Marketing.
Drie jaar later besluiten Sofres en haar Britse sectorgenoot Taylor Nelson AGB om de krachten te bundelen. Taylor Nelson Sofres wordt de naam van de nieuwe groep. In 2000 resulteert een samenvoeging van de media-departementen van Sobemap Marketing en Dimarso in een vernieuwd Sobemap Marketing. De vennootschap houdt zich bezig met onderzoek inzake het gebruik en de impact van media en reclame, sociologisch onderzoek en opiniepeilingen. Dimarso en Sobemap Marketing verlenen hun diensten voortaan onder de commerciële benamingen TNS Dimarso en TNS Media. Sinds 2001 is Taylor Nelson Sofres de enige aandeelhouder van zowel Dimarso NV (inclusief NID) en Sobemap Marketing NV.
In Brussel is ook TNS Opinion gevestigd (The European Omnibus Survey CVBA). In opdracht van de Europese Commissie neemt zij de internationale coördinatie op zich van de Eurobarometer-enquêtes. Taylor Nelson Sofres plc is een wereldleider in marktonderzoek. De internationale hoofdzetel van de groep bevindt zich in Londen. TNS heeft een notering op de London Stock Exchange.
Als lid van de beroepsfederatie Febelmar dienen TNS Dimarso en TNS Media de wereldwijd erkende ICC/ESOMAR-gedragscode te respecteren. Beide bureaus beschikken volgens Febelmar over een EMRQS-kwaliteitscertificaat.